# Chapelle Saint-Jean-Baptiste du Rudlin
Pour les articles homonymes, voir chapelle Saint-Jean-Baptiste.
La chapelle Saint-Jean-Baptiste du Rudlin est une chapelle catholique située à Plainfaing, en France. 

## Situation
Le monument est situé au bord de la D23 au lieu-dit du Rudlin, à 701 mètres d'altitude.

## Historique
Auparavant, il existait un ermitage en face de l'étang des Dames. Au XVIIe siècle, une chapelle fut édifiée à cet emplacement. Par la suite, la famille Lesseux la reconstruisit en face, au pied de la colline, et en a depuis assuré l'entretien.
Durant la période de la Première Guerre mondiale, ses abords furent utilisés comme un cimetière militaire provisoire. La chapelle a été ensuite endommagée pendant la Seconde Guerre mondiale conduisant à reconstruire le clocher de style néogothique en utilisant des essis de bois.

## Description
La chapelle est surmontée d'une croix en fer et d'un Grand Tétras.
En 2010, la famille de Lesseux a effectué des travaux de rénovation sur le toit et le clocher de la chapelle. Ces travaux ont été réalisés avec le soutien financier de la Fondation du patrimoine.

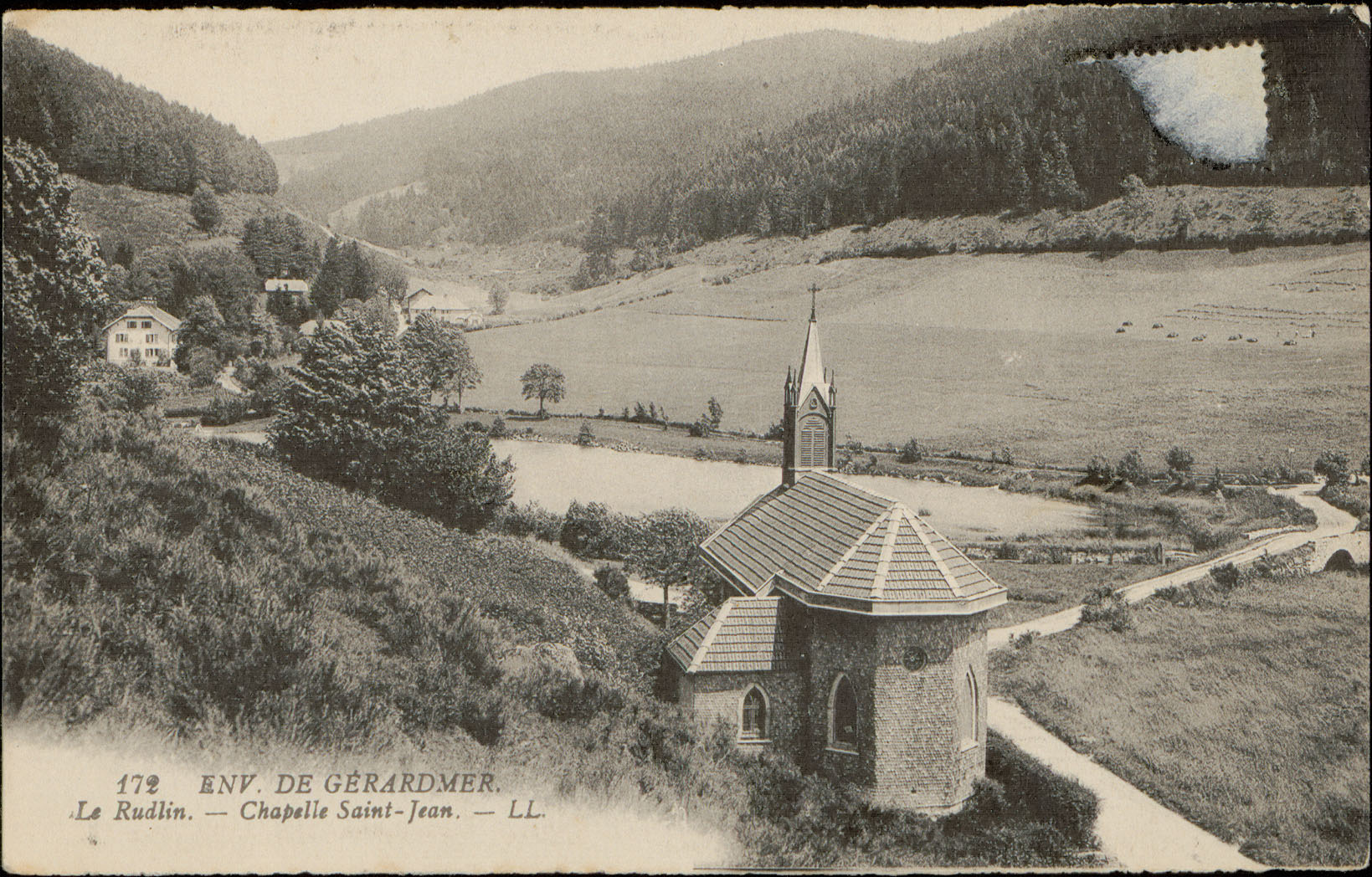
Carte postale représentant la chapelle Saint-Jean du Rudlin.
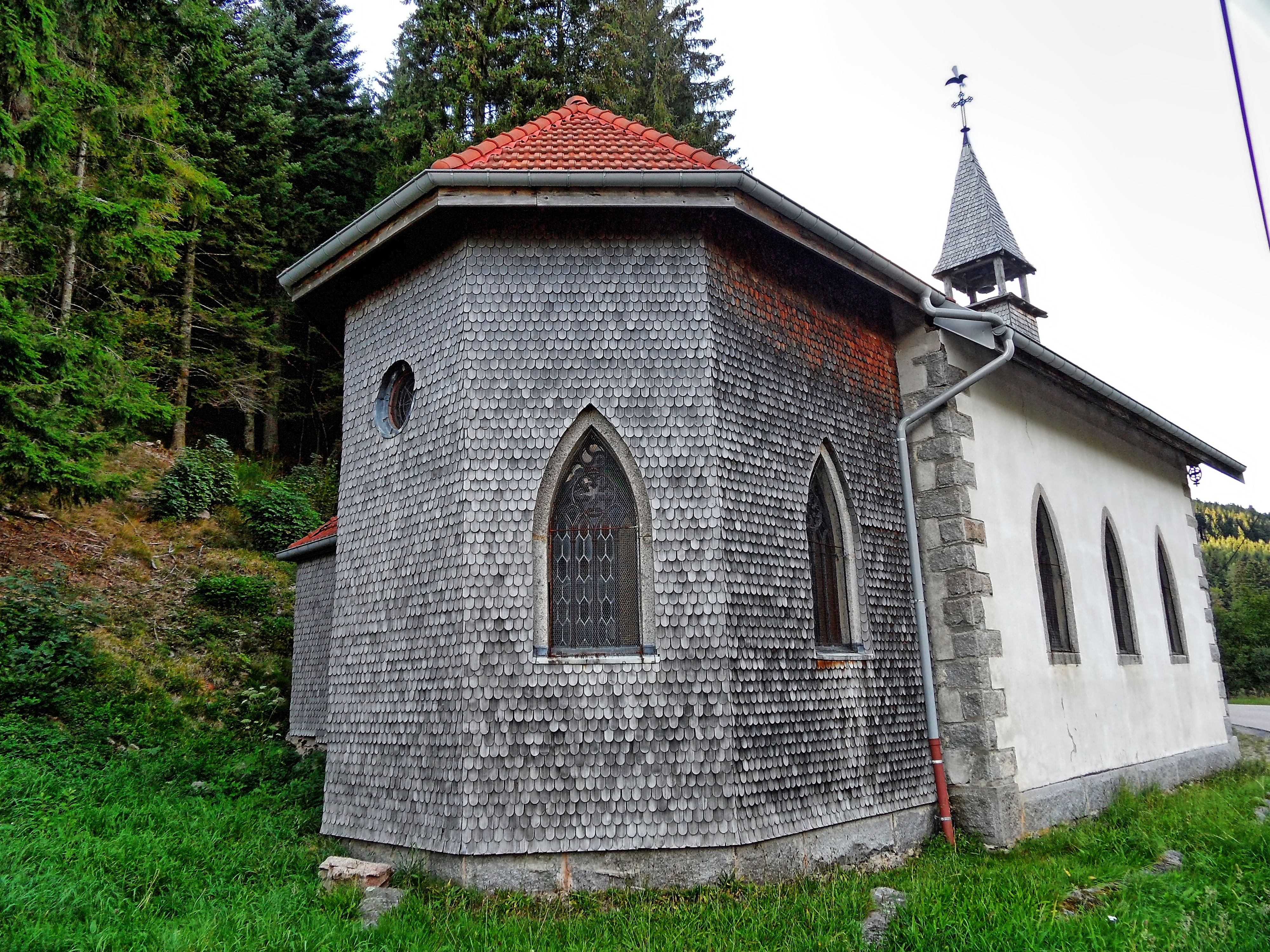
Chevet et extérieur.
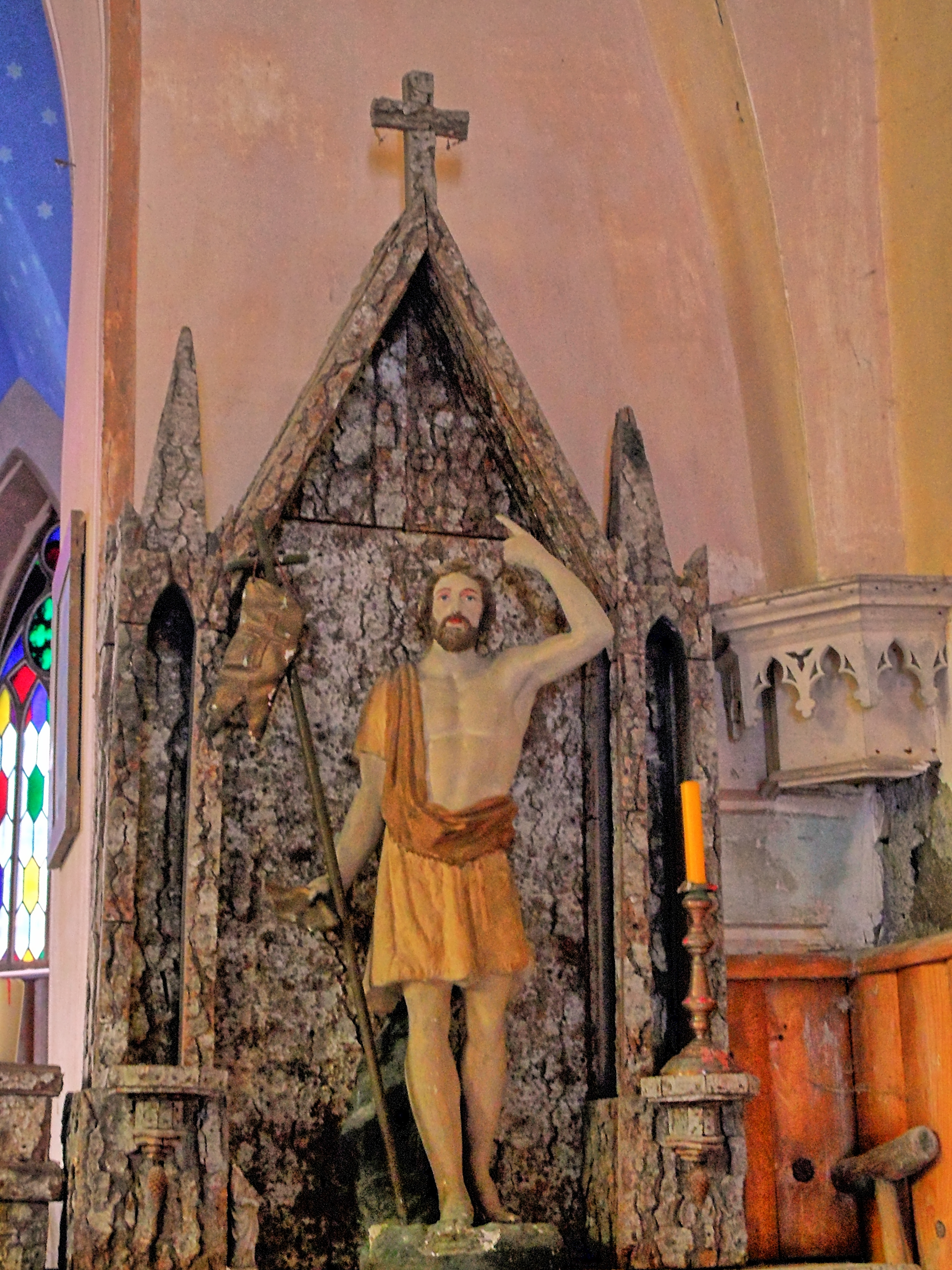
Statue de saint Jean-Baptiste.
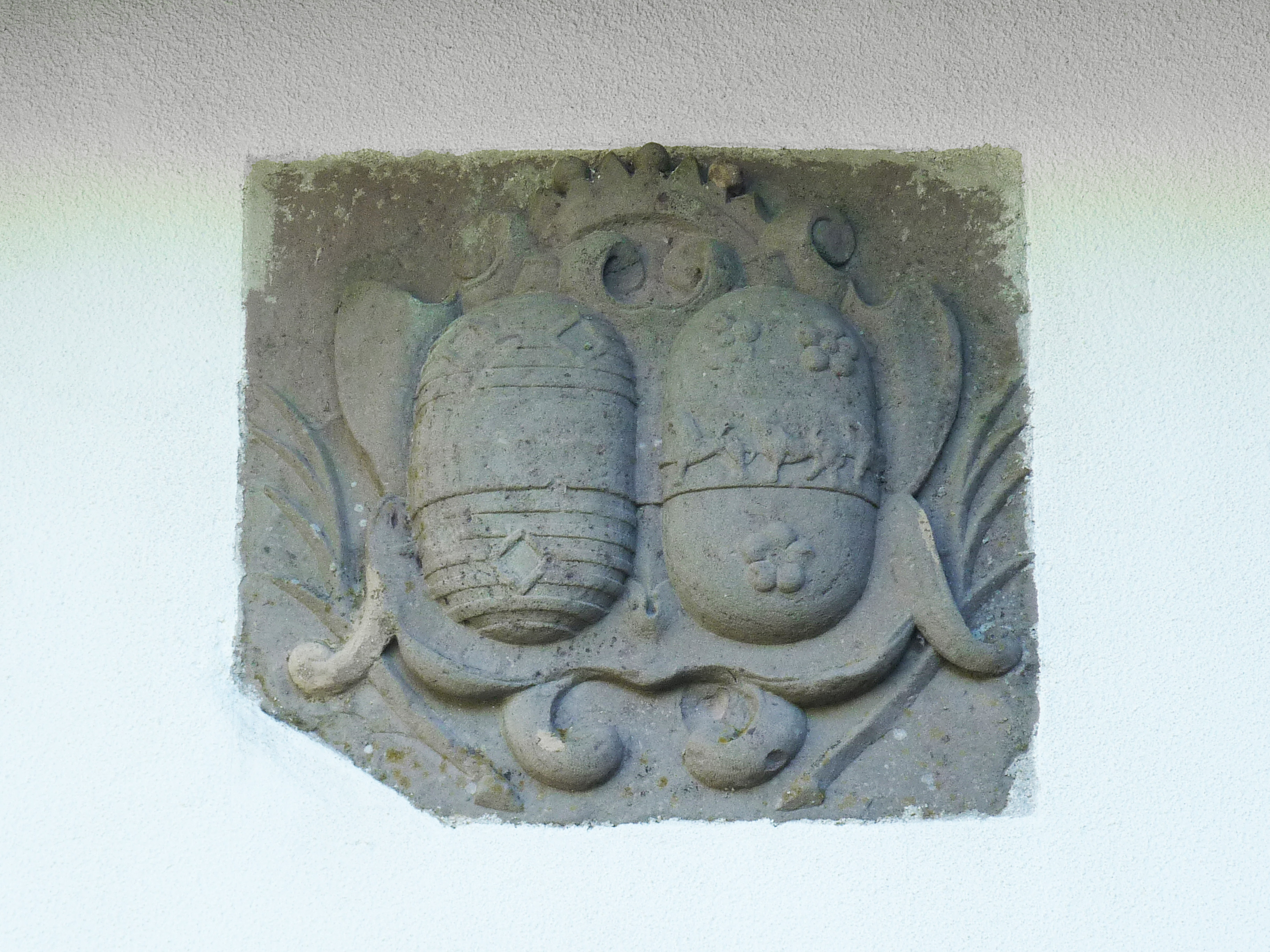
Armoiries des familles de Cogney et de Clinchamp accolées.